# هاياتو أساكاوا
هاياتو أساكاوا (باليابانية: 浅川 隼人) (مواليد 10 مايو 1995) هو لاعب كرة قدم ياباني.

## وصلات خارجية
- هاياتو أساكاوا على موقع رابطة كرة القدم اليابانية للمحترفين (اليابانية)
- هاياتو أساكاوا على موقع قاعدة بيانات كرة القدم.إي يو (الإنجليزية)
- هاياتو أساكاوا على موقع Soccerway.com (الإنجليزية)
- هاياتو أساكاوا على موقع عالم كرة القدم.نت (الإنجليزية)